# Naticopsoidea
De Naticopsoidea zijn een superfamilie van uitgestorven weekdieren uit de klasse van de Gastropoda (slakken).

## Taxonomie
De volgende families zijn bij de superfamilie ingedeeld:
- † Naticopsidae Waagen, 1880
- † Scalaneritinidae Bandel, 2007
- † Trachyspiridae Nützel, Frýda, Yancey & Anderson, 2007[1]
- † Tricolnaticopsidae Bandel, 2007